# Generalisering
Generalisering is veralgemeniseren van beperkte kennis. 
Voorbeeld: terwijl slechts een deel van de feiten onderzocht zijn, worden de resultaten opgevat alsof er een algemene waarheid is ontdekt.
In dit geval is generaliseren een denkfout of foutief bewijs.
Generalisatie kent ook een geldige toepassing binnen de statistiek.
Als het onderzochte deel (van feiten) voldoende is voor een representatieve steekproef, dan wordt gesproken van statistische generalisatie. Soms is het onmogelijk om een volledige groep te onderzoeken en worden conclusies getrokken op basis van een steekproef. In zo'n geval zal de getrokken conclusie mogelijk niet voor iedereen binnen de groep gelden, maar wel voor het grootste deel. De generalisering is dan met geldige reden als waarschijnlijk te beschrijven. Een voorbeeld kan zijn "Nederlanders spreken goed Engels". Dit betekent niet dat alle Nederlanders zijn onderzocht, maar een bewering als deze zal niet betwist worden en wordt niet als bewijs gebruikt.
Generalisatie komt voor op basis van een zeer beperkte steekproef. Dit gebeurt bijvoorbeeld als de handelingen/kenmerken van één of enkele personen wordt gezien als kenmerk van een grote groep. Dit heeft een negatieve bijklank en leidt tot vooroordelen. Ook stereotypen van een groep zijn onjuiste generalisaties.
Hoewel generalisering niet per se een negatief oordeel betekent, heeft het woord wel een negatieve bijklank door de associatie met vooringenomenheid.